# Final Fantasy Tactics A2: Grimoire of the Rift
Final Fantasy Tactics A2: Grimoire of the Rift (яп. ファイナルファンタジータクティクス A2 封 穴 の グリモア,, Фаінару фантадзі: такутікусу ейцу фукецу але гурімоа, у пров. з англ. «Остання фантазія тактика А2: Грімуар розлому») — японська тактична рольова гра для кишенькової консолі Nintendo DS, розроблена і випущена в 2007 році компанією Square Enix. Є прямим продовженням гри Final Fantasy Tactics Advance і належить до серії Ivalice Alliance, об'єднаної одним ігровим світом.
Всі події гри зосереджені навколо протагоніста Лусо Клеменса і присвячені його подорожі по світу Іваліс. За допомогою чарівної книги він переміщається з реального світу в казковий, приєднується до клану мисливців і разом з новими друзями намагається відшукати шлях додому.

## Ігровий процес
Щодо ігрового процесу, Grimoire of the Rift схожа на випущену раніше Final Fantasy Tactics Advance, використовує таку ж ізометричну проєкцію і за жанром вважається тактичною рольовою грою з елементами покрокової стратегії. У порівнянні з попередньою частиною ця містить більше число професій персонажів, більшу різноманітність місій та більшу кількість різних ворогів, деякі з яких займають на ігровому полі тепер не одну, а кілька клітинок. Карта світу як і раніше поділена не певну кількість регіонів, але локації на ній отримали фіксоване місце розташування. Гравцеві дається можливість пройти 400 різних місій, деякі з яких є обов'язковими для розвитку сюжету, а деякі для проходження сюжетної частини гри активувати не обов'язково.
Система професій була запозичена з попередньої частини. Для вивчення спеціальних прийомів персонажі екіпіруються зброєю, бронею і різними аксесуарами. Після закінчення бою кожен персонаж отримує деяке число Очок Здібностей (англ. Ability Points), завдяки яким вивчаються укладені в обмундируванні прийоми. Після того, як рівень володіння прийомом досягає майстерності, використання цього прийому стає доступним навіть без носіння відповідного предмета. Крім того, у міру участі в боях, персонажі отримують очки досвіду, які призводять до підвищення рівня та збільшення базових характеристик.

## Сюжет
Гра починається останнім перед літніми канікулами шкільним уроком. Головний герой, хлопчик на ім'я Лусо Клеменс, з нетерпінням чекає останнього дзвоника і, після того як вчитель задає домашні завдання на літо, прагне якомога швидше покинути клас. Але через погану поведінку як покарання його відправляють до бібліотеки, допомагати містеру Ренделлу сортувати літературу. Опинившись в бібліотеці, Лусо виявляє стару таємничу книгу, в якій розповідається про магію, мечі і битвах з монстрами. На середині текст книги обривається і після запитання «Хто ж завершить цю історію?» йдуть одні лише чисті аркуші. Лусо, бувши хуліганом, вирішує вписати туди своє ім'я і відразу після цього через загадковий потойбічний вимір він переноситься в чарівний світ, описаний в книзі.
Опинившись посеред лісу, хлопчик виявляється втягнутим в запеклий бій між химерними гуманоїдами і величезним чудовиськом. Ватажок гуманоїдів, мисливець на ім'я Сід, бажаючи врятувати Лусо, пропонує йому вступити в свій клан. Кожному клану у світі Іваліс протегує так званий суддя, добрих дух назразок янгола-хранителя, що оберігає своїх підопічних від смерті. Лусо погоджується приєднатися до мисливців, допомагає в битві з чудовиськом і разом з усіма вирушає до прилеглолого села. Головний герой розповідає про подію, що з ним сталася, стає повноправним членом клану і активно бере участь у всіх його справах. Одного разу він знаходить у себе чарівний щоденник, сторінки якого заповнюються самі собою, докладно описуючи всі явища, які з ним відбуваються — в прагненні розгадати природу щоденника Лусо, Сід і решта клану вирушають до міста Камо. Перемігши по дорозі бандитів, герої приходять до знайомого Сіда і просять його дати наводку на якого-небудь сильного мага, але той в обмін на інформацію просить принести йому стебло томата, який видобувається з монстрів, за зовнішнім виглядом подібних на помідори. У битві з томатами героям допомагає якась дівчина, яка після перемоги над ворогами краде у Сіда цінний трофей — свердло альрауна. Після повернення до Камо Лусо дізнається, що допомогти йому повернутися додому може стародавній маг Лезафорд, котрий за чутками дожив до сьогоднішніх днів. Крім того, герої знову зустрічаються з тією дівчиною, яку, як виявилося, звати Адель, прощають їй злодійство і, прийнявши її в клан, всі разом вирушають до портового міста Гресзтон.
У Гресзтоні серед ночі Сід йде до одного зі своїх інформаторів і дізнається, що Лезафорд живе на розташованих неподалік скелястих схилах. Командир клану повертається назад до готелю, але в темному провулку його наздоганяє загадковий вбивця і стріляє в героя з пістолета. Лусо залишає важко пораненого Сіда видужувати в готелі, а сам, відчуваючи провину за те, що трапилося, вирушає на пошуки мага без нього. Після нетривалих пошуків він знаходить Лезафорда, і той розповідає, що щоденник незвичайним чином пов'язаний з долею Лусо. Кожного разу як хлопчик робить у Івалісі який-небудь вчинок, в щоденнику автоматично з'являється запис про це. З кожним новим записом книга стає сильнішою, і коли всі її сторінки будуть заповнені, вона відразу ж перенесе його назад у свій світ. Обрадуваний цією новиною Лусо вирушає в подорож Ютландією.

## Історія створення
За словами авторів, після випуску попередньої частини, Final Fantasy Tactics Advance, залишилося багато нереалізованих ідей, що призвело до вирішення випустити сіквел. Планувалося почати розробку набагато раніше, але через зайнятість директора Юіті Мурасави іншими проєктами, фактично робота над грою стартувала тільки в квітні 2006 року. Продюсер попередній частині Шаблон:Нл на той момент вже звільнився з компанії, тому замість нього на цю посаду був призначений Хіроакі Като. Спочатку розробка велася під кишенькову консоль Game Boy Advance, але пізніше цільової платформою стала продуктивніша Nintendo DS, що дозволило аніматорам застосувати розвиненішу графіком. Зокрема, за початковою задумкою всі графічні ефекти повинні були бути оформлені у вигляді пререндерного відео, однак у кінцевому рахунку провідний програміст Дзіро Міфуне перевів всю динамічну графіку в 3D, залишивши спрайтовими лише ігрові поля, іконки персонажів і меню.
Головний наголос під час розробки був зроблений на створення просунутої системи розвитку персонажів. Зазнали розширенню загальне число професій, обмундирування і спеціальних прийомів, що призвело до збільшення числа квестів до чотирьохсот найменувань. Мурасава в інтерв'ю говорив, що придумування історій для стількох квестів давалося досить важко, тому з цим допомагали багато співробітників компанії, які не перебували в команді розробників. Наприклад, деякі місії були придумані режисером-постановником Final Fantasy XII Хіросі Мінагава. Оскільки дії Grimoire of the Rift розгортаються в Івалісі, автори вирішили додати в гру персонажів інших ігор цього світу; таких героїв як Ваан, Пенель, Ель-Сід, Монблан, Езель і Мьюіт, яких раніше можна було бачити в Final Fantasy Tactics Advance і Final Fantasy XII.

## Музичний супровід
Написанням саундтреку займався Хітоші Сакімото[джерело?] і інші композитори студії Basiscape (Каорі Окосі, Аяко Сасо і Міцухиро Канеда). Над аранжуваннями працювали Масахару Івата, Норіюкі Камікура і Міцухиро Канеда. Багато звукових доріжок були запозичені з раніше випущених ігор Final Fantasy Tactics Advance і Final Fantasy XII, музику яких теж створював Сакімото, проте деякі треки створювалися ексклюзивно для Grimoire of the Rift. Першою написаної мелодією стала «тема битви», але в гру вона потрапила в найостанні чергу, оскільки композитор вирішив трохи її змінити. За словами Сакімото, робота над створенням музичного супроводу проходила досить важко, тому що весь час доводилося підлаштовуватися під стиль попередньої частини.
Оригінальний саундтрек під назвою «Final Fantasy Tactics A2 Original Soundtrack» був виданий в Японії 28 листопада 2007 року у вигляді подвійного альбому. На обкладинку дизайнери помістили концептуальний малюнок художника Реми Іто, на якому зображені персонажі гри Лусо, Адель, Харді і Монблан, що їдуть верхи на чокобо.

### Списки композицій
Автор музики і слів створені Хітоші Сакімото. 
| Перший диск | Перший диск                                                                                    | Перший диск |
| #           | Назва                                                                                          | Тривалість  |
| ----------- | ---------------------------------------------------------------------------------------------- | ----------- |
| 1.          | «Main Theme» (メイン テーマ, мейн Тіма)                                                        | 1:49        |
| 2.          | «Words to Spell» (つづら れる 言葉, цузурареру котоба)                                         | 0:54        |
| 3.          | «Green Wind» (緑 の 風, Мідорі але казе)                                                       | 2:54        |
| 4.          | «Unfold the Map» (地図 を 広げ て, тізу про хірогете)                                          | 1:41        |
| 5.          | «Companions who Overcame Their Races» (種族 を こえた 仲間 たち, сузоку про коета Накама-тати) | 3:25        |
| 6.          | «At the Pub» (酒場 にて, сакаба ніте)                                                          | 2:39        |
| 7.          | «Engagement» (エンゲージ, енгедзі)                                                             | 0:09        |
| 8.          | «An Adventurer's Knowledge» (冒険 者 の 心得, бокенса але кокорое)                             | 2:24        |
| 9.          | «Seized Victory» (つかんだ 勝利, цуканда сери)                                                 | 0:13        |
| 10.         | «Level Up» (レベルアップ, реберу АППУ)                                                         | 0:09        |
| 11.         | «Gained Fruit» (勝ち得た 果実, катіета кадзіцу)                                                | 0:14        |
| 12.         | «Luso» (ルッソ, руссо)                                                                         | 1:50        |
| 13.         | «Companions that Gather» (あつまる 仲間, ацумару Накама)                                       | 2:16        |
| 14.         | «Signpost» (道しるべ, мітісірубе)                                                              | 2:22        |
| 15.         | «Cid» (シド, СИДО)                                                                             | 2:10        |
| 16.         | «The Strange Shop» (不思議 な ショップ, фусігі на Сеппо)                                       | 2:08        |
| 17.         | «Adelle» (アデル, Адер)                                                                        | 2:21        |
| 18.         | «Unpreparedness is One's Greatest Enemy» (油 断 大敌, Юданов тайтекі)                          | 2:50        |
| 19.         | «Full-Out Dash!» (全力 疾走!, Дзенреку сисси!)                                                 | 3:07        |
| 20.         | «Unconcealed Anxiety» (かくせない 不安, какусенай Фуань)                                       | 2:38        |
| 21.         | «Inside the Illusion» (幻想 の 中 で, Генс але нака де)                                        | 2:50        |
| 22.         | «Determination» (决意, кецуй)                                                                  | 2:24        |
| 23.         | «Grand Spell» (大いなる 呪文, оінару дзюмон)                                                   | 2:44        |
| 24.         | «Lurking Shadow» (潜む 陰, хісому Каге)                                                        | 2:54        |
| 25.         | «Eternal Time» (悠久 の 時, юкю але струми)                                                    | 3:30        |
| 26.         | «Across the Wasteland» (荒野 の むこう, Коя але муко)                                          | 2:38        |
| 27.         | «Throbbing Heart» (高鳴る 心, таканару кокоро)                                                 | 3:01        |
| 28.         | «Comparison of Wisdom» (知恵 くらべ, Тіе курабе)                                               | 1:42        |
| 29.         | «Bell of Victory» (勝利 の 鐘, сери але кане)                                                  | 0:07        |
| 54:43       |                                                                                                |             |

| Другий диск | Другий диск                                                                        | Другий диск |
| #           | Назва                                                                              | Тривалість  |
| ----------- | ---------------------------------------------------------------------------------- | ----------- |
| 1.          | «Peaceful Days» (平和 な 日 々, хе: ва на хібі)                                    | 3:54        |
| 2.          | «Summer Vacation» (夏休み, нацуясумі)                                              | 1:59        |
| 3.          | «Bookmark» (ブック マーク, буккумаку)                                              | 1:54        |
| 4.          | «Climbing the Hill» (丘 を こえ て, ока про коете)                                 | 2:41        |
| 5.          | «Helter Skelter» (すたこら さっ さ, сутакора Сасса)                                | 2:28        |
| 6.          | «To the Summit» (頂上 へ, тедзе е.)                                                | 3:38        |
| 7.          | «Those Who Block the Way» (立ちはだかる もの, татіхадакару моно)                   | 3:35        |
| 8.          | «Sorrow» (哀しみ, канас)                                                           | 2:27        |
| 9.          | «Sky Pirates who Came from the East» (東 から 来た 空 賊, Хігасі кара кита кузоку) | 3:08        |
| 10.         | «Bitter Battle» (苦しい 戦い, Курус: татакай)                                      | 4:00        |
| 11.         | «Wounded Companions» (傷つく 仲間, кідзуцуку Накама)                               | 0:09        |
| 12.         | «Sleep of Defeat» (敗北 の 眠り, хаібоку але Немуро)                               | 1:35        |
| 13.         | «Premonition of the Beginning» (はじまり の 予感, хадзімарі але екан)              | 1:31        |
| 14.         | «Airport» (エアポート, еапото)                                                     | 3:12        |
| 15.         | «Abyss» (深渊, сінен)                                                              | 3:35        |
| 16.         | «Looming Crisis» (迫り 来る 危機, семарікуру кікі)                                 | 2:31        |
| 17.         | «Grave Mistake» (手痛い ミス, те: та: мису)                                        | 0:09        |
| 18.         | «Requiem» (レクイエム, реку: ему)                                                  | 3:09        |
| 19.         | «Conclusion» (终局, дзенреку сіссі!)                                               | 3:02        |
| 20.         | «Front and Back» (表 と 裏, Омоте то ура)                                          | 4:13        |
| 21.         | «Resolution» (决 着, кеттаку)                                                      | 3:03        |
| 22.         | «Opened Darkness» (開か れる 闇, акареру ямі)                                      | 2:33        |
| 23.         | «The End of the Story» (物語 の 終わり, моногатарі але Оварі)                      | 3:03        |
| 24.         | «A Poem for the Journey» (旅立ち に 贈る 詩, табідаті ні Окур сі)                  | 2:05        |
| 25.         | «Echoes that Tie Worlds Together» (世界 を つなぐ ひびき, сека: про цунагу хібікі) | 0:43        |
| 26.         | «Respective Stories» (それぞれ の 物語, сорезоре але моногатарі)                   | 2:39        |
| 27.         | «Spelled Words» (つづら れた 言葉, цузурарета котоба)                              | 5:39        |
| 73:31       |                                                                                    |             |

## Відгуки та критика
Відповідно до звіту Square Enix до 31 березня 2009 року в усьому світі було продано 670 тис. копій гри, з них 310 тис. в Японії, 240 тис. в Північній Америці і 120 тис. в Європі.
| Агрегатор    | Оцінка            |
| ------------ | ----------------- |
| GameRankings | 81 % (48 оглядів) |
| Metacritic   | 80 % (45 оглядів) |

| Видання                    | Оцінка     |
| -------------------------- | ---------- |
| Electronic Gaming Monthly  | 77 з 100   |
| Famitsu                    | 34 з 40    |
| Game Informer              | 8.75 з 10  |
| GamePro                    | 4/5 зірок  |
| GameSpot                   | 7/10 зірок |
| IGN                        | 9/10 зірок |
| Nintendo Power             | 7/10 зірок |
| Official Nintendo Magazine | 87 з 100   |

Поставивши грі 34 бали з 40, японський ігровий журнал Famitsu похвалив велика різноманітність місій, професій і прийомів доступних для гравця. Журнал також зазначив, що фанати повинні бути дуже задоволені, розвиваючи своїх персонажів. Однак, критики зазнали неможливість зміни камери огляду і поверхневий сюжет. Відгуки про північноамериканської версії в цілому були позитивними. На думку інтернет-порталу IGN, сетинг опрацьовано так само добре, як і в попередніх частинах, крім того, оглядачі сайту включили гру в число найпривабливіших релізів для консолі Nintendo DS. GameSpot зарахував до сильних сторін гри геймплей, музичний супровід і загальну концепцію, а до слабких занадто повільні бої, обмежену систему законів і надмірно заплутані методи розвитку персонажів. Game Informer схарактеризував гру як дуже веселу і підкреслив, що подібна якість дуже цінно для стратегічних рольових ігор. Офіційний журнал Нінтендо описав Grimoire of the Rift наступним чином: «Це бентежливе явище, якому слід віддати данину поваги за сміливість. Це високопробна, затягуюча і витончена рольова гра».